# Anievas
Anievas est une commune espagnole située dans la communauté autonome de Cantabrie.